# Anágua

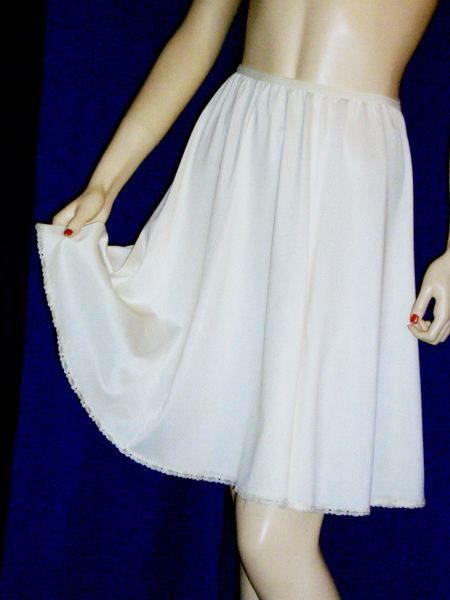
Uma anágua moderna.

Uma anágua (do espanhol, enagua; do taíno nagua) é uma peça da indumentária feminina utilizada por baixo da roupa (vestido ou saia), com o objetivo de inibir a transparência e evitar a exibição de roupas intimas ou simplesmente gerar volume. Geralmente é um pequeno saiote preso na cintura. 
Um tipo de anágua longa que vai dos ombros até as pernas é chamado de combinação.

## História
Até o final do século 19, as mulheres usavam apenas camisas e espartilhos por baixo das roupas e nada mais. Era considerado saudável e higiênico deixar a área íntima "respirar".
Antes da invenção da calcinha a anágua era usada como peça intima (roupa de baixo), tendo a função de proteger as roupas (saia ou vestido) de entrarem em contato direto com as partes intimas da mulher. Essas anáguas eram geralmente feitas de pano de algodão branco e acompanhavam o comprimento da saia, indo da cintura até o tornozelo.
Com a invenção das primeiras calçolas no século XIX, as anáguas deixaram de ter a função de roupa intima e passaram a servir para dar mais volume ao vestido. Anáguas dessa época eram geralmente feitas com vários babados e rendas.

Já no inicio do século XX, tornou-se comum o uso da anágua completa do tipo combinação, feita de pano liso e justa ao corpo. Tinha a função de inibir a transparência das roupas, evitando a exibição das peças intimas, e de proteger as roupas do contato com o suor do corpo.

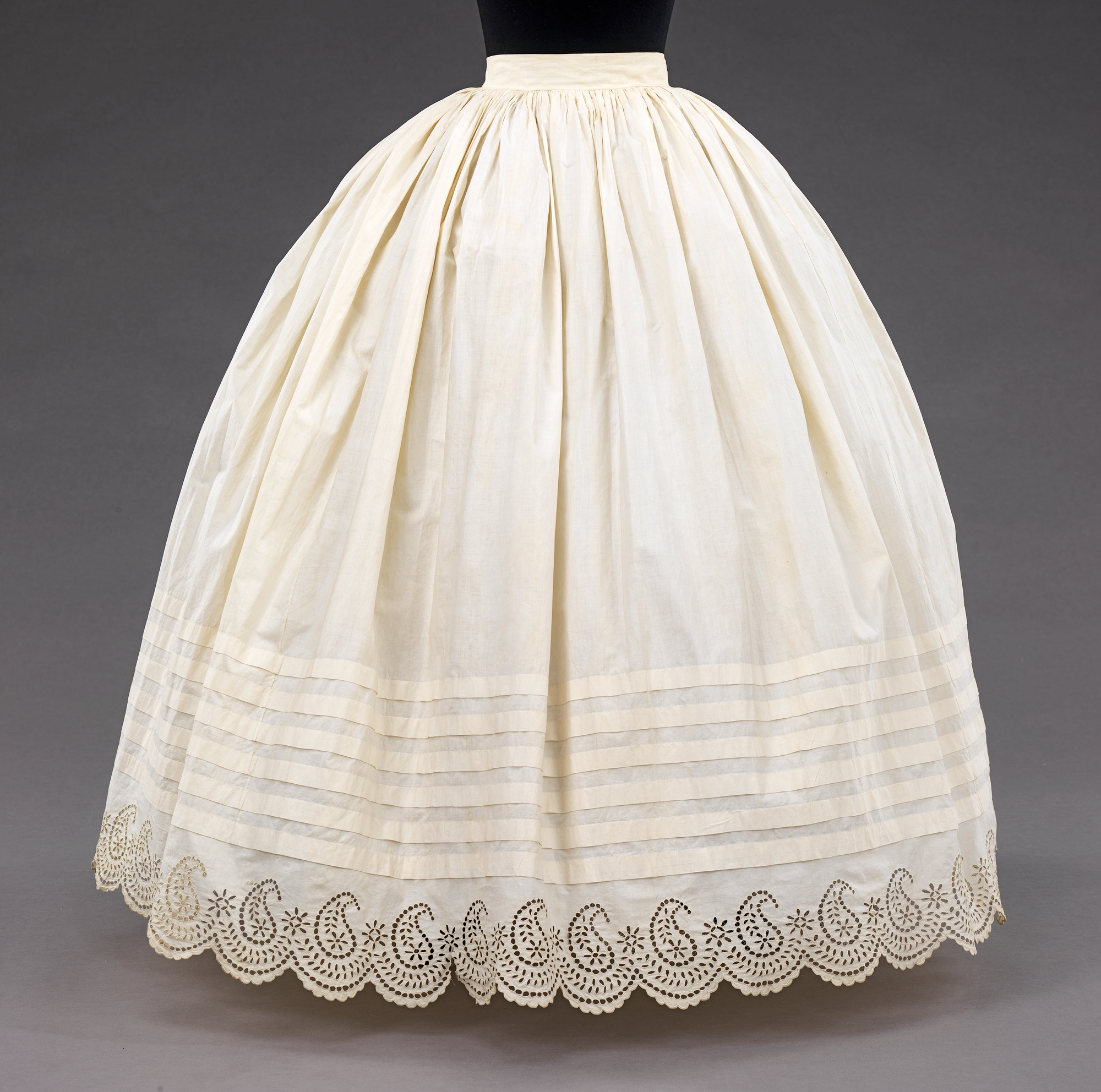
Anágua americana de 1855-1865
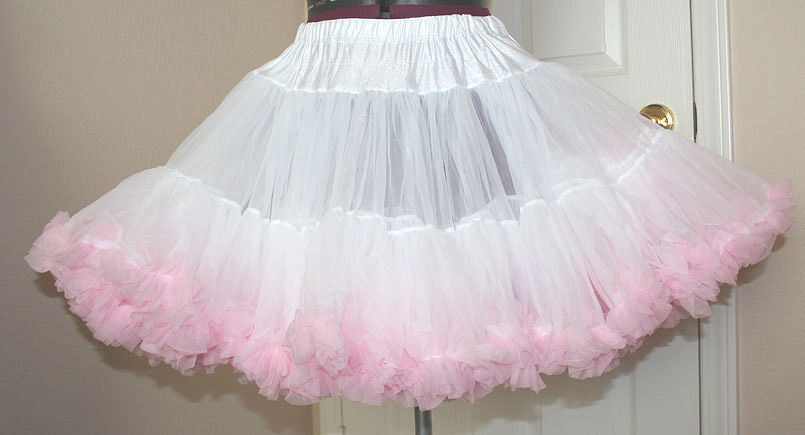
anágua moderna com babados.
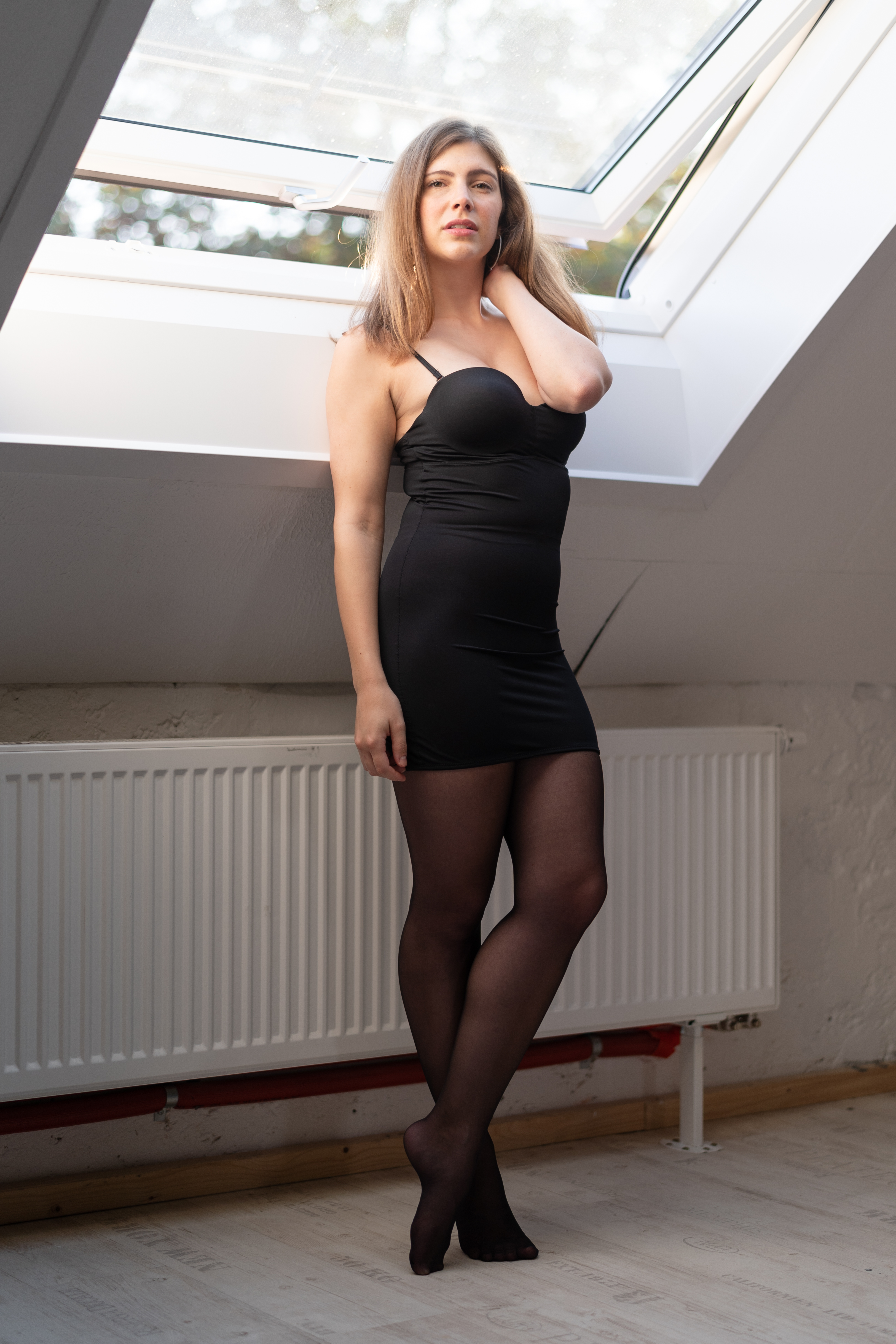
Mulher usando anágua do tipo combinação.
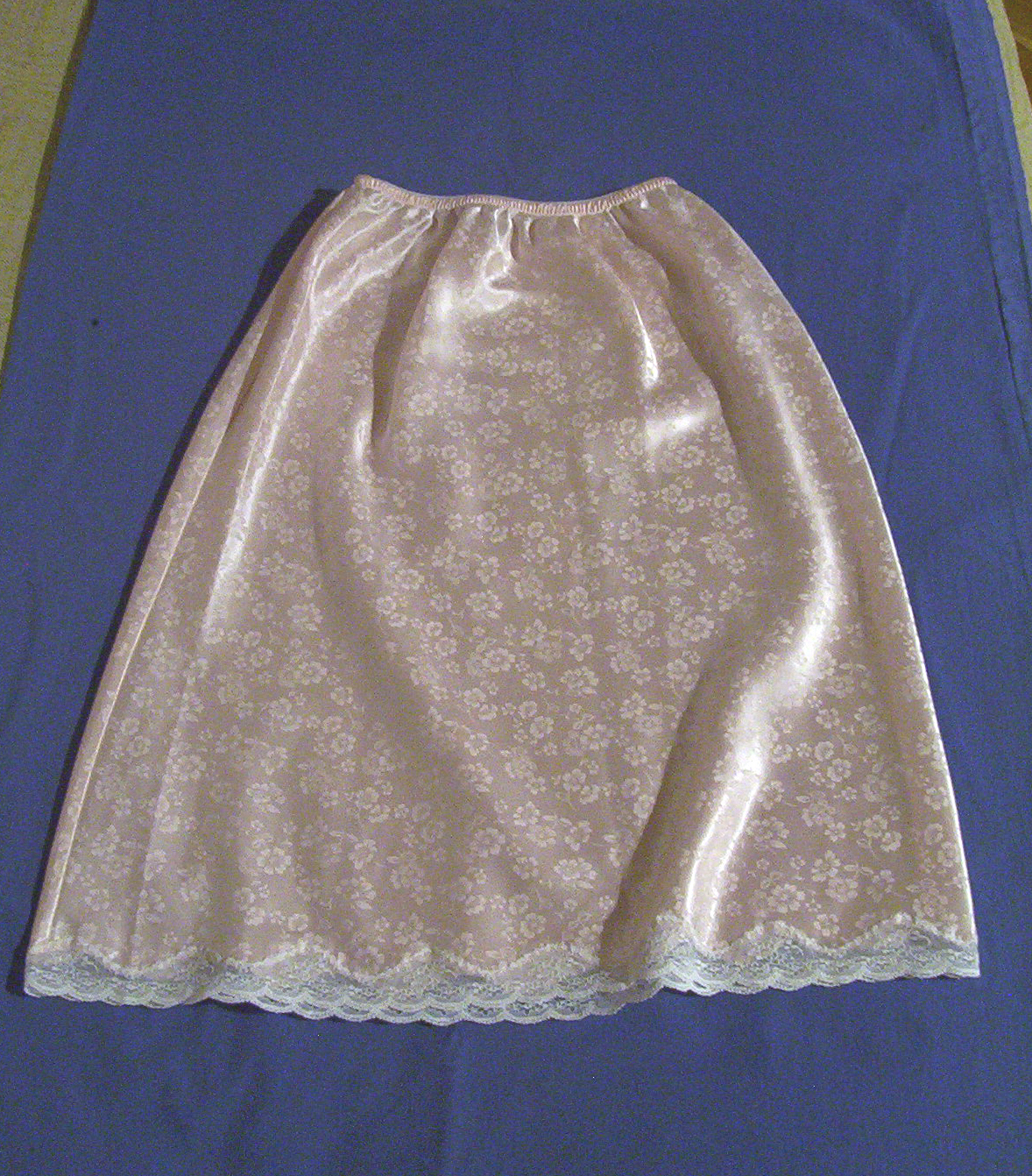
Anágua de cetim